# Torremocha del Pinar
Torremocha del Pinar és un municipi de la província de Guadalajara, a la comunitat autònoma de Castella-La Manxa.

## Demografia
| 1991 | 1996 | 2001 | 2004 |
| ---- | ---- | ---- | ---- |
| 63   | 70   | 66   | 60   |